# Waki Yamato
Waki Yamato (大和 和紀?, Yamato Waki; Sapporo, 13 marzo 1948) è una fumettista giapponese, conosciuta soprattutto per il manga Una ragazza alla moda, da cui è stata tratta la serie animata nota in italiano come Mademoiselle Anne.

## Opere
La sua vastissima produzione di shōjo manga è stata pubblicata interamente da Kōdansha. Tra le sue opere principali ricordiamo:
- Dorobō tenshi (Angelo ladro, 1969)
- Mon cherie coco (1972-76)
- Hitoribotchi Ruka (Ruka il solitario, 1974)
- Una ragazza alla moda (はいからさんが通る?, Haikara-san ga tōru, lett. "Passa la ragazza con il collo alto", 1975-77)
- Mayuko no nikki (Il diario di Mayuko, 1975)
- Lady Mitsuko (レディーミツコ, 1977)
- Aramis '78 (アラミス '78, 1978)
- Killa (1978-79)
- Asaki yumemishi (あさきゆめみし Vacuo sognare, 1980-93), versione grafica del classico della letteratura giapponese Genji monogatari, di Murasaki Shikibu
- Yokohama monogatari (ヨコハマ物語, Storia di Yokohama, 1981-84)
- Fusuma land 4.5 (Il mondo dietro il fusuma, 1986)
- N.Y. Komachi (N.Y.小町 Komachi (ragazza bella) di New York, 1988-89)
- High Heel Cop (ハイヒールCOP, 1990-93)
- Nishimuku Samurai (にしむく士, 1997 - 2001)
- Kurenai Niou (紅匂ふ, 2004 - 2007)
- Ishtar no Musume: Ono no Otsuu Den (イシュタルの娘～小野於通伝～, 2009 - in corso)